# Werner Kroener

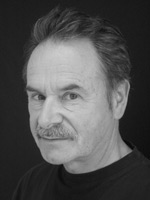
Werner Kroener (2011)

Werner Kroener (* 1944 in Koblenz) ist ein deutscher Maler, Bildhauer und Professor für Gestaltungslehren, visuelle Kommunikation und Bildsprache.

## Leben
Werner Kroener ist in Bonn aufgewachsen. Er studierte Malerei bei Horst Antes in Karlsruhe sowie Philosophie und Kunsttheorie in Heidelberg und München. Er erhielt das Stipendium der Studienstiftung des Deutschen Volkes und studierte im Zweitstudium Psychologie der Kreativität.
Werner Kroener ist seit 1987 Professor für Gestaltungslehren, visuelle Kommunikation und Bildsprache in München.
Die Lehrbarkeit von schöpferischen Prozessen und Kreativitäts-Theorie sowie die Entwicklung einer ökologischen Gestaltungslehre sind weitere Schwerpunkte seiner Hochschularbeit.
Er ist Berater für kulturelle Initiativen der Wirtschaft und veranstaltet Kreativitätstraining und Coaching für Führungskräfte.

## Werk
Ab 1970 entstehen Arbeiten für Schauspiel und Oper.
Im Kontext werden Theaterwirkung und Pathos charakteristisch für die großformatigen Werkserien („Amerikaner-Bilder“, Ausstellung zur Olympiade in Atlanta u. a.)
1973 „Phantasie wird Praxis“, ist eine erste Arbeit über Methoden der Förderung von Kreativität.
Seit 1995 entstehen experimentelle Serien „Boys“ und „Pop-Gärten“ mit verschiedenen experimentellen Darstellungstechniken und Stilsprachen.
Die Kriegsfoto-Serie „Traum der Vernunft“ ist 1998 die erste mediale Arbeit und Untersuchung der Wirkungsunterschiede von Foto und Malerei.
Seit 2000 arbeitet Werner Kroener an den „Schriftstellerköpfen“ und berühmten Bildvorlagen legendärer historischer Ereignisse.
Bereits seit 2006 ist Zeitgeist und Mentalitätswandel Thema der Werkserien „Stars“ und „Neue Idyllen“.
2010 Werner Kroener arbeitet am aktuellen Projekt „Re-reading SZ“, Titelbilder der Süddeutschen Zeitung über Pressebilder und Lifestyle. In Reproduktionen von Pressefotos entsteht seit 2009 eine aktuelle Chronik des Zeitgeschehens mit den spezifischen Ausdrucksmöglichkeiten der Digitalen Malerei.